# Boissei-la-Lande
Boissei-la-Lande è un comune francese di 119 abitanti situato nel dipartimento dell'Orne nella regione della Normandia.

## Società

### Evoluzione demografica
Abitanti censiti